# Ренийтетраалюминий
Ренийтетраалюминий — бинарное неорганическое соединение
рения и алюминия
с формулой Al4Re,
кристаллы.

## Получение
- Сплавление стехиометрических количеств чистых веществ:

{\displaystyle {\mathsf {Re+4Al\ {\xrightarrow {1100^{o}C}}\ Al_{4}Re}}}

## Физические свойства
Ренийтетраалюминий образует кристаллы
триклинной сингонии,

параметры ячейки a = 0,91 нм, b = 1,38 нм, c = 0,51 нм, α = 95,5°, β = 94°, γ = 103,5°
.
Соединение образуется по перитектической реакции при температуре ≈1100°C  (1485°C  или инконгруэнтно плавится при температуре 1404°C ). 